# Retford
Retford is een plaats in het bestuurlijke gebied Bassetlaw, in het Engelse graafschap Nottinghamshire. De plaats telt 21.314 inwoners.
Retford ligt aan de autoweg 1 van Londen naar Edinburgh, en ook aan de hoofdspoorbaan tussen Londen en Schotland.
In de plaats ligt een Russisch kanon uit de Krimoorlog.

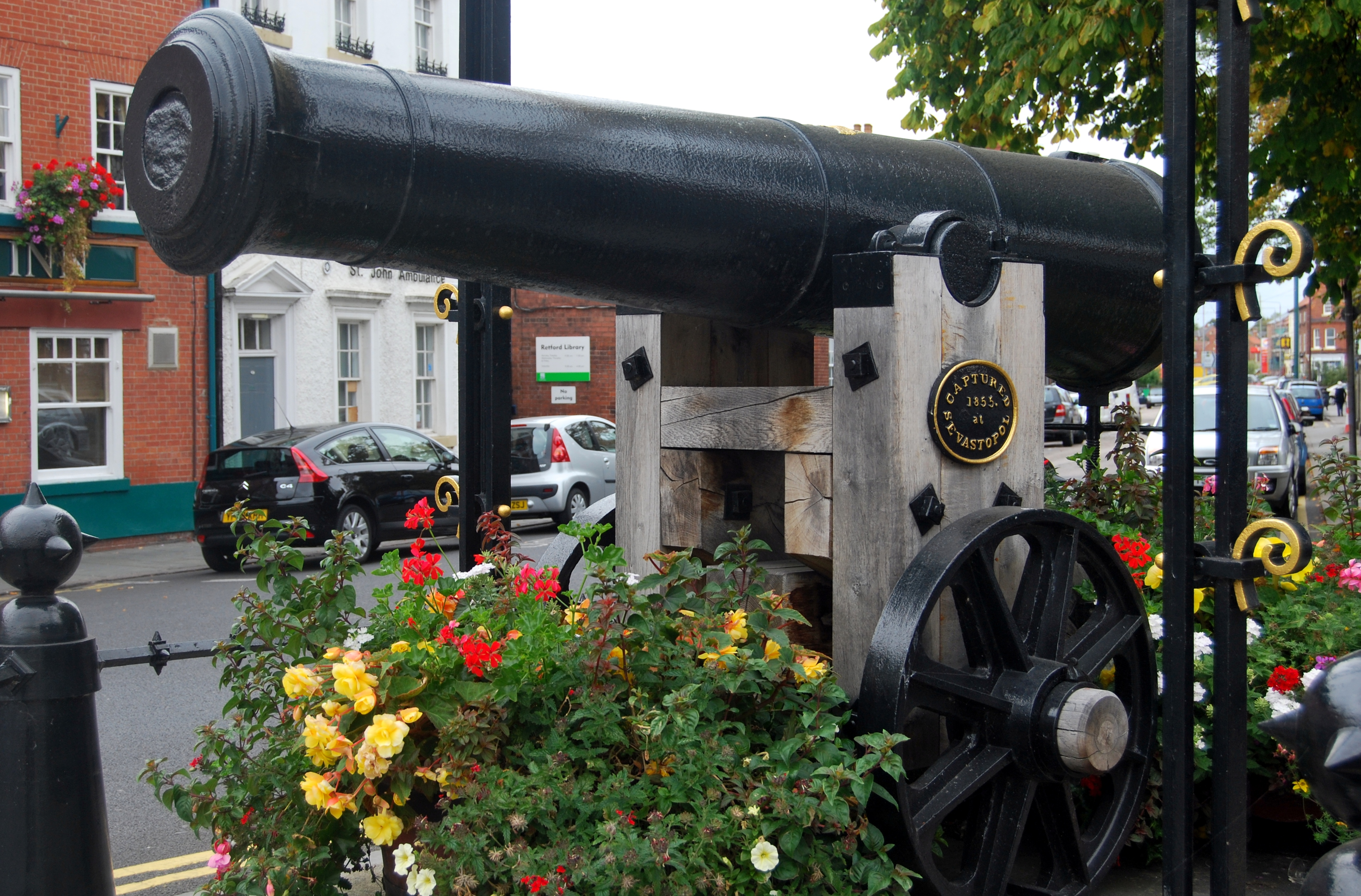
Het Russische kanon in Retford.

## Geboren
- Liam Lawrence (1981), Iers voetballer